# فرودگاه فورت لیارد
فرودگاه فورت لیارد (به انگلیسی: Fort Liard Airport) یک فرودگاه همگانی باربری با کد یاتا YJF است که یک باند فرود شن دارد و طول باند آن ۸۹۸ متر است. این فرودگاه در کشور کانادا قرار دارد و در ارتفاع ۲۱۶ متری از سطح دریا واقع شده است.